# Dolhasca
Dolhasca – miasto w Rumunii, w okręgu suczawskim. Liczy 9 792 mieszkańców (2011).

## Przypisy

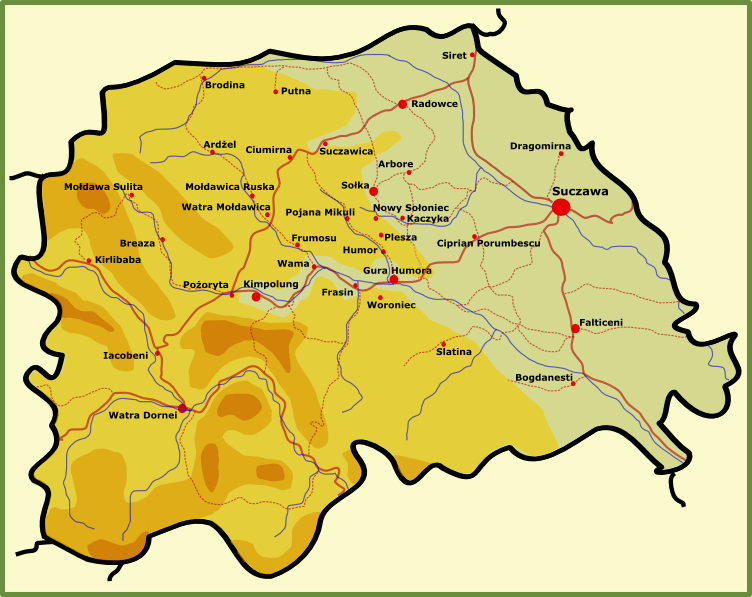
okręg Suczawa

Dzisiejszy okręg Suczawa, z zaznaczoną Bukowiną południową